# Lelekovice
Lelekovice (in tedesco Lelekowitz) è un comune della Repubblica Ceca facente parte del distretto di Brno-venkov, in Moravia Meridionale.